# Dundocera fagei
Espèce
Dundocera fagei est une espèce d'araignées aranéomorphes de la famille des Ochyroceratidae.

## Distribution
Cette espèce est endémique d'Angola.

## Étymologie
Cette espèce est nommée en l'honneur de Louis Fage.

## Publication originale
- Machado, 1951 : Ochyroceratidae (Araneae) de l'Angola. Publicaçoes culturais da Companhia de Diamantes de Angola, vol. 8, p. 1-88 [lire en ligne (page consultée le 27 janvier 2017)].